# Željko Ledinski
Željko Ledinski (Kovačevac kraj Bjelovara, 13. svibnja 1960.) - hrvatski političar, šumarski stručnjak i poslovni čovjek. Bio je župan Bjelovarsko-bilogorske županije, potpredsjednik Hrvatske seljačke stranke, saborski zastupnik i predsjednik Uprave "Hrvatskih šuma". U Domovinskom ratu stekao je čin satnika Hrvatske vojske.
Rodio se u Kovačevcu u općini Rovišće kraj Bjelovara 13. svibnja 1960. godine. Osnovnu je školu završio u Rovišću 1975., a srednju Šumarsku školu u Karlovcu 1979. Šumarstvo je studirao na Šumarskom fakultetu u Zagrebu i diplomirao 1984. godine.
U kolovozu 1991. uključuje se u Hrvatsku vojsku, gdje ubrzo postaje zapovjednik satnije 1. bojne 105. brigade Hrvatske vojske i s njom je prošao bojišta od istočne do zapadne Slavonije. Za ratne zasluge unaprijeđen je u čin satnika HV. U Hrvatskoj vojsci ostaje do 31. srpnja 1992.

## Šumarska karijera
Radio je u Šumskom gospodarstvu "Mojica Birta" Bjelovar od 1984. godine na poslovima uređivanja šuma. U samostalnoj Hrvatskoj, ŠG "Mojica Birta" postalo je dio "Hrvatskih šuma", gdje je od 1993. godine radio na mjestu stručnog suradnika za uzgajanje šuma u Upravi šuma Bjelovar. Postao je župan Bjelovarsko-bilogorske županije 1994. godine, a nakon završetka mandata 1997. godine, vratio se na mjesto stručnog suradnika za uzgajanje šuma. 
Godine 1999. postao je savjetnik u uredu predsjednika Uprave "Hrvatskih šuma", posebno zadužen za privatne šume, a 15. ožujka 2000. godine imenovan je predsjednikom Uprave "Hrvatskih šuma", a na toj funkciji bio je do 2004. godine. S 39 godina postao je najmlađi predsjednik Uprave "Hrvatskih šuma" do sada. U to vrijeme, "Hrvatske šume" bile su 12. poduzeće po veličini u Hrvatskoj s oko 9200 zaposlenih, a poslovale su s dobiti od 39 milijuna kuna u 2002. godini. Za njegova mandata, dogodila se transformacija poduzeća te je Odlukom Vlade RH iz 2002. do tada javno poduzeće „Hrvatske šume” s. p. o. Zagreb preoblikovano u trgovačko društvo „Hrvatske šume” d. o. o., u vlasništvu RH, u kojem obliku posluje i danas. Poslije je radio i kao pomoćnik Uprave „Hrvatskih šuma”.

## Politička karijera
Bio je član Hrvatske seljačke stranke (HSS) u vrijeme kada je stranka bila na vrhuncu popularnosti i samo na području Bjelovarsko-bilogorske županije imala preko 185 ogranaka i više od 4000 članova. Nakon izbora 1993. godine bio je prvi predsjednik Županijske skupštine Bjelovarsko-bilogorske županije. Postao je drugi župan Bjelovarsko-bilogorske županije 30. lipnja 1994. (s 34 godine) i na toj funkciji bio do 1997. godine. Naslijedio je Tihomira Trnskog, koji je na mjestu župana tragično poginuo u padu malog zrakoplova 1994. godine. 
Na lokalnim izborima 1997. nositelj je liste HSS-a za Županijsku skupštinu, koja dobiva 30 posto glasova. Na parlamentarnim izborima, 3. siječnja 2000. u II. izbornoj jedinici bio je drugi na izbornoj listi, a prema rezultatima glasovanja postao je saborski zastupnik u Četvrtom sazivu Hrvatskog sabora. Budući da je 15. ožujka 2000. godine imenovan predsjednikom Uprave "Hrvatskih šuma" zamrznuo je saborski mandat i imao je zamjenu. 
Ponovno je izabran na parlamentarnim izborima 2003. godine u II. izbornoj jedinici. Aktivirao je saborski mandat 24. rujna 2004., nakon prestanka čelne funkcije u "Hrvatskim šumama" i bio saborski zastupnik do 11. siječnja 2008. godine. Bio je potpredsjednik Kluba zastupnika Hrvatske seljačke stranke u tom mandatu i potpredsjednik stranke zadužen za pet županija središnje Hrvatske.

## Poslovna karijera
Osnovao je OPG Željko Ledinski na obiteljskom imanju u rodnom Kovačevcu na površini od 15 hektara, koje je naslijedio i unaprijedio. Bavi se uzgojem voća, cvijeća, božićnih drvaca i dr. Posebno se bavi uzgojem božura, najveći je hrvatski proizvođač toga cvijeća, kojeg izvozi u Nizozemsku. Godišnje proizvede između 50 i 70 tisuća cvjetova božura. Osvojio je 2. mjesto na Floaraartu u Zagrebu 2014. godine. Na imanju organizira jednom godišnje "Dane božura". Njegovi božuri ukrašavali su i vjenčanje Luke Modrića i njegove supruge Vanje.
Oženjen je s liječnicom i otac je troje djece.